# Basella
Genre
Basella est un genre de plantes dicotylédones de la famille des Basellaceae, à répartition pantropicale, qui comprend 5 espèces acceptées.
Ce sont des plantes herbacées annuelles ou bisannuelles aux feuilles alternes sessiles ou sub-sessiles, aux fleurs groupées en épis axillaires.
Basella est le genre-type de la famille des Basellaceae.

## Liste d'espèces
Selon The Plant List (3 avril 2019) :
- Basella alba L.
- Basella excavata Elliot
- Basella leandriana H.Perrier
- Basella madagascariensis Boivin ex H.Perrier
- Basella paniculata Volkens